# Joseph Sucher
Ne pas confondre avec Joseph Suche, violoniste autrichien actif en 1797-1798.
Joseph Sucher, né le 23 novembre 1843 à Döbör (Doiber) à Sankt Martin an der Raab et mort le 4 avril 1908 à Berlin, est un compositeur, maître de chapelle et chef d'orchestre autrichien. 

## Biographie
Joseph Sucher reçoit ses premières leçons de musique à Vienne comme enfant de chœur de la chapelle de la cour impériale, il étudie ensuite le droit, mais se consacre finalement entièrement à la musique. Après avoir terminé ses études approfondies en composition sous la direction de Sechter, il devient directeur de la Société chorale académique de Vienne. Il devient ensuite répétiteur à l'Opéra d'État de Vienne.
Après avoir été pendant un temps maître de chapelle de l'opéra-comique, il accepte en 1876 un poste de Theaterkapellmeister à l'Opéra de Leipzig, où il rend des services exceptionnels à l'exécution des drames musicaux de Wagner. L'année suivante, il épouse la chanteuse Rosa Hasselbeck (en), l'une des plus grandes artistes de l'opéra de Leipzig. En 1879, tous deux sont nommés au Stadttheater de Hambourg, en 1888 à l'opéra de Berlin.
Joseph Sucher prend sa retraite en 1899. Il meurt à Berlin le 4 avril 1908 à l'âge de 64 ans et est inhumé au cimetière de Sainte-Hedwige, dans la Liesenstraße. La tombe n'est pas conservée.